# Hans Petersen (Architekt)
Hans Hinrich Georg Petersen (* 17. Februar 1892 in Kiel; † 4. August 1967 ebenda) war ein deutscher Architekt.

## Leben
Petersen absolvierte eine Zimmermannslehre und besuchte parallel die Baugewerkschule Eckernförde. Im Anschluss studierte er Hochbau an der Baugewerkschule der Freien und Hansestadt Lübeck. Vor dem Ersten Weltkrieg leistete er seinen Wehrdienst beim 2. Lothringischen Pionierbataillon Nr. 20 in Metz und bekam vor Verdun 1915 das Eiserne Kreuz II. Klasse und in der 12. Isonzoschlacht 1917 das Eiserne Kreuz I. Klasse verliehen. Als abkommandierter Mitarbeiter der Kaiserlichen Werft in Kiel geriet er in die Wirren des Kieler Matrosenaufstands.
Von 1919 bis 1931 arbeitete er in dem der Heimatschutzarchitektur verbundenen Architekturbüro von Hans Schnittger, seit 1924 als Büroleiter. Er war Mitglied im BDA und von 1931 bis 1967 freischaffender Architekt mit Hauptbüro in Kiel und Zweigbüros in Neustadt in Holstein und Rickling. In dieser Zeit war er Hausarchitekt des Landesvereins für Innere Mission, der Hagenuk in Kiel und der Baugenossenschaften in Neustadt in Holstein, Oldenburg in Holstein und Heiligenhafen.
Im Zweiten Weltkrieg war er von 1941 bis 1943 für die Planung des Prototyps der Kieler Hochbunker zuständig, von denen neun unter seiner Aufsicht errichtet wurden.
Von 1950 bis 1955 war er am Wiederaufbau der Kieler Klosterkirche beteiligt und entwarf den Anbau an der Falckstraße, der heute als Theologisches Studienhaus und Evangelisches Beratungszentrum genutzt wird. Er errichtete zahlreiche Alten- und Pflegeheime für den Landesverein und das DRK Kiel sowie Seemannsheime u. a. in Hamburg-Altona. Neben einigen Pastoraten entwarf und errichtete er die Christuskirche in Kronshagen bei Kiel. Im Wohnungsbau wurden mehr als 2.000 Wohnungen vor allem in Kiel, Neustadt in Holstein und Oldenburg in Holstein nach seiner Planung errichtet. Einige seiner Bauten stehen bereits unter Denkmalschutz.

## Bauten (Auswahl)
- 1922–1925: Gartenstadt Vieburger Gehölz (mit Hans Schnittger)
- 1929–1936: Häuser Forstweg 63/65 und 71,[7] 47a, 54, 73a, 89, Graf-Spee-Straße 40, 43, 46 und Bülowstraße 9 in Kiel
- 1930–1935: Pädagogische Akademie Frankfurt (Oder)[9]
- 1934: Psychiatrisches Pflegeheim Falkenburg in Kuhlen bei Rickling (für den Landesverein)
- 1935: Altersheim Ansgarstift in Neumünster (für den Landesverein)
- 1936: Psychiatrisches Pflegeheim Lindenhof in Rickling (für den Landesverein)
- 1936: Mehrfamilienhäuser Nettelbeckstraße 10–12, Prinz-Heinrich-Straße 143–147 und am Westring in Kiel (Werkswohnungen für Hagenuk)
- 1936–1962: ca. 1.000 Wohnungen für die Baugenossenschaft eG in Neustadt in Holstein (unter Denkmalschutz: Am Heisterbusch 43, 45 und 71 sowie die Villa Niemann, Am Heisterbusch 14)[8]
- 1937–1943: Neubauten für Hagenuk: Verwaltungs- und Bürogebäude, Westring 431–451, Werkstattgebäude und Industriehallen, Lehrwerkstätten
- 1941–1944: Entwurf der Kieler Hochbunker, Planung und Errichtung von neun Bunkern (LU 6, 13, 17, 34, 36, 48, 66, 67 und LU Werftstraße)
- 1950–1953: Kirchliche Verwaltungsgebäude Falkstraße 9 und Klosterkirchhof 10–12 (für den Kirchengemeindeverband Kiel)
- 1953–1956: Alters- und Pflegeheime, Blocksberg 9, 11, 12 und 23 (für das DRK Kiel)
- 1957: Altersheim Schulenhof (für die Stadtmission Kiel)
- 1958: Altersheim Ruhleben bei Plön (für den Landesverein)
- 1958: Altersheim Gartenstraße 12 in Kiel (für die Stadtmission Kiel)
- 1959: Schwesternwohnheime Lindenhof und Thetmarshof in Rickling (für den Landesverein)
- 1960: Altersheim Holunderbusch 64 in Kiel (für das DRK Kiel)
- 1960: Alters- und Pflegeheim Kaftanhaus in Rickling (für den Landesverein)
- 1960: Gemeindehaus in Kiel-Gaarden, Karlstal (für die evangelisch-lutherische Kirchengemeinde Gaarden)
- 1959–1961: Christus-Kirche in Kronshagen bei Kiel[8]
- 1963–1965: Psychiatrisches Pflegeheim Kuhlen und Jugendbildungsstätte Fichtenhof bei Rickling (für den Landesverein)
- 1964–1967: Alters- und Pflegeheim mit Schwestern- und Heimleiterwohnhaus am Kirchenweg in Rickling (für den Landesverein)